# Yoshiki Takahashi
Yoshiki Takahashi (高橋 義希 Takahashi Yoshiki?), född 14 maj 1985 i Nagano prefektur, är en japansk fotbollsspelare.
Takahashi började sin karriär 2004 i Sagan Tosu. Han spelade 242 ligamatcher för klubben. 2010 flyttade han till Vegalta Sendai. Han gick tillbaka till Sagan Tosu 2012.